# Raphaële Godin
Pour les articles homonymes, voir Godin.
Raphaele Godin, née le 4 février 1981, est une actrice française.

## Filmographie
- 2000 : Les Savates du bon Dieu de Jean-Claude Brisseau
- 2001 : Caméra Café (1 épisode) : une consultante en audit.
- 2002 : Un couple épatant de Lucas Belvaux
- 2002 : Mods de Serge Bozon
- 2002 : Après la vie de Lucas Belvaux
- 2002 : Joséphine, ange gardien (série télévisée) : Julia
- 2003 : Toutes ces belles promesses de Jean-Paul Civeyrac : la flûtiste
- 2004 : Nature contre nature (téléfilm) de Lucas Belvaux : Clémence
- 2005 : On est mort un million de fois de Dorothée Sebbagh (court-métrage) : Rosalie
- 2005 : La Crim' (série télévisée) : Flore Thebault
- 2006 : Les Anges exterminateurs de Jean-Claude Brisseau : Rebecca
- 2011 : Ma part du gâteau de Cédric Klapisch : Mélody
- 2016 : Diamant noir de Arthur Harari : Luisa
- 2017 : Une Armur Autour Dtoi de Manon Lutanie (court métrage)
- 2020 : La nuit est là de Delphine Leoni (court métrage)